# Говернадор Валадарес
Говернадор Валадарес (порт. Governador Valadares) град је у Бразилу у савезној држави Минас Жераис. Према процени из 2007. у граду је живело 260.396 становника.

## Становништво
Према процени из 2007. у граду је живело 260.396 становника.
| 1991.   | 2000.   |
| ------- | ------- |
| 230.524 | 247.131 |

## Партнерски градови
- Фрејмингхам